# SHO (プロレスラー)
SHO（ショウ、1989年8月27日 - ）は、日本の男性プロレスラー。新日本プロレス所属。愛媛県宇和島市出身。血液型AB型。

## 経歴
宇和島水産高等学校在学中、二年生までサッカーに所属していたが人数が足りないことから三年生の時、レスリング部に転部する。同時期に初めてプロレスを観戦し、その時に見た棚橋弘至に衝撃を受けプロレスにのめり込んでいく。その後、徳山大学に進学しレスリングを継続。同大学の副主将を務めながら全日本大学グレコローマンスタイル選手権大会3位、西日本学生選手権フリースタイル準優勝、国体出場などの成績を残す。また二年生の時には新日本プロレスの周南大会を観戦しに行き、サイン会で棚橋と話したことをきっかけに自身もプロレスラーになることを志した。
2012年2月、新日本プロレスにに入門。11月15日、SHIBUYA-AXで開催されたNEVERの渡辺高章 (現:EVIL) 戦でデビュー戦を行った。以降、第1試合で同期の小松洋平 (現:YOH) と幾度となくシングルマッチで激突していたが、いずれも時間切れ引き分けで全く勝敗がつかないでいた。
2013年12月21日、後楽園ホール大会で小松と対戦。逆エビ固めでギブアップを奪いプロ初勝利を収めた。
2014年3月21日、プロレスリング・ノアに初参戦、熊野準と対戦して逆片エビ固めで勝利する。
2015年7月、ノアのグローバル・ジュニア・ヘビー級リーグ戦に参戦。
2016年1月、「CMLL FANTASTICA MANIA 2016」での試合を最後に同期の小松と共に田中のCMLLへの無期限海外遠征が決定した。リングネームは雷神（Raijin）。なお、タッグパートナーの小松のリングネームは風神 (Fujin) であった。
2016年2月2日、アレナコリセオでのOKUMURA・風神とのタッグでCMLLデビューを果たし、ストゥーカ・エスフェンヘ・レイ・コメタと対戦した。
2016年9月、小松とTHE TEMPURA BOYZとして拠点をアメリカに移す。リングネームは「SHO」であった。
2016年9月30日、vsカマイタチ戦でROHデビューを果たす。同日、THE TEMPURA BOYZとしてYOHEYとのタッグでコルト・カバナ・ダルトン・キャッスルと対戦。
2017年7月1日、アメリカでの第5試合でヨシ・タツ、ビリー・ガン、小松と組んでフィンレー、棚橋、ジェイホワイト、KUSHIDA組と戦った。
2017年7月3日、アメリカでの第1試合でヨシ・タツ＆小松と組んでフィンレー、KUSHIDA、ライガー組と対戦。
2017年10月9日、両国国技館での第3試合でYOHと組み『ロッポンギ3K』として凱旋帰国。リコシェ&田口隆祐組が持つIWGPジュニアタッグ王座に挑戦。合体技3Kでリコシェから勝利を収め、王座初戴冠となった。
2018年3月6日、IWGPジュニアタッグ選手権3WAYマッチにてBUSHIの毒霧からのエル・デスペラードのエル・エス・クレロでフォール負けを喫してしまい、王座から陥落した。その1ヶ月後の両国大会での3WAYマッチでもデスペラードのピンチェ・ロコを喰らい、王座奪還とはならなかった。
2018年、BEST OF THE SUPER Jr.に初出場。新日本凱旋してからは初となるショックアローでクリス・セイビン、マーティ・スカル、因縁のデスペラードからも勝利する。
2018年10月8日、8人タッグマッチにて新日本初戦の鷹木信悟からフォール負けを喫し、ここから鷹木との因縁が勃発する。
2019年3月6日、IWGPジュニアタッグ王座をYOHと共に奪還、3度目の戴冠となった。
2019年5月、BEST OF THE SUPER Jr.に出場。初戦にて因縁の鷹木との初シングルが組まれるも、試合はSHOの完敗となった。

### 2020年
6月、NEW JAPAN CUP2020に初出場。しかし、政府による新型コロナウイルス感染拡大防止の影響でウィル・オスプレイが来日不可能となり、SHOが鷹木の代替対戦相手となった。最後はショックアローで初勝利を収め、同時に2回戦に進出した。この結果、SHOの大阪城ホール大会にて鷹木の持つNEVER無差別級王座への挑戦が決定した。
8月、KOPW2020にエントリーし1回戦でSANADAとサブミッションマッチルールで対戦するが、1回戦で敗退した。12月2日に行われた新日本プロレス大阪大会では、同学年のヒロムからシングル初勝利を挙げている。

### 2021年
2月10日、広島サンプラザホール大会のメインイベントにてIWGPジュニアヘビー級王座へ初挑戦するもSHOの王座戴冠とはならなかった。
4月4日、YOHとのタッグでIWGPジュニアタッグ王座へ挑戦。試合はYOHが新技「DIRECT DRIVE」で勝利を収め、ジュニアタッグ王座5度目の戴冠を果たした。
7月1日、GLEATのTDCホールで行われた旗揚げ興行「GLEAT Ver.1」のメインイベントにてUWFルールで伊藤貴則と対戦し、勝利した。

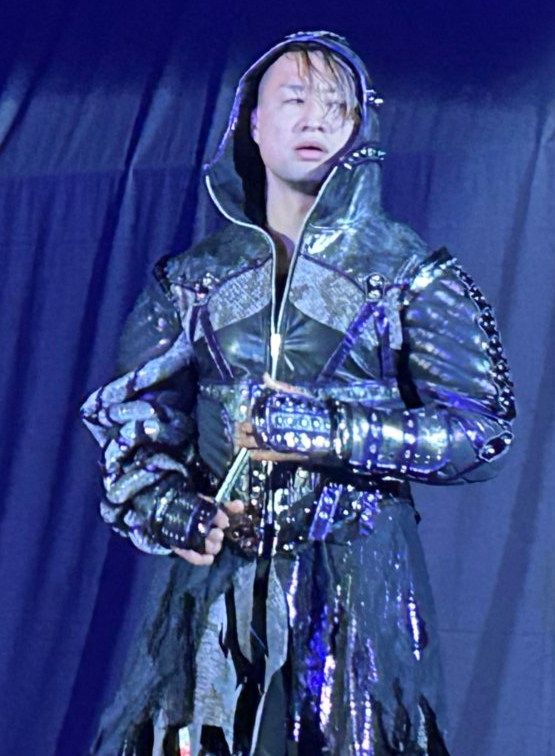
HOUSE OF TORTURE加入後のSHO。

8月16日の『SUPER Jr. TAG LEAGUE 2021』公式戦後、SHOはパートナーのYOHに対し裏切りのショックアローを放った。試合後、SHOはマイクで「オメー、もう終わりだろ？引退しろや！」と告げ、リングを後にした。これにより、ROPPONGI 3Kも完全解体状態となった。
9月4日、SHOはメットライフドームでのYOHとのシングルマッチに勝利して再びYOHに引退勧告を行い、自らマイクを持って「YOHさん、だから何度も言わせないでくださいよ…引退しろって言ってんだろ！」と宣告すると、ヒールユニット・BULLET CLUBの派生ユニットでもあるHOUSE OF TORTUREに加入した。
11月6日、大阪府立体育会館の第4試合においてNEVER無差別級6人タッグ王座にEVIL、高橋裕二郎と挑戦して初戴冠を果たした。
11月13日、後楽園ホールから始まったBEST OF THE SUPER Jr.28の出場選手としてシリーズに参戦したが、6勝5敗でシリーズを終えた。

### 2022年
1月4日、東京ドームでのYOHとのシングルマッチではファイブスタークラッチで敗戦。
1月5日、東京ドームで行われた「WRESTLE KINGDOM 16 in 東京ドーム」の第四試合で後藤洋央紀&YOSHI-HASHI&YOH組とNEVER無差別6人タッグ王座防衛戦を戦い、EVILのYOHへの金的→トーチャーツールでの攻撃で勝利し初防衛に成功する。
1月21日、横浜アリーナでのプロレスリング・ノアとの対抗戦で小峠篤司と対戦し勝利。
2月20日、北海きたえーるで行われた「LECクリンぱっ！Presents 新春黄金シリーズ」の第7試合で後藤&YOSHI-HASHI&YOH組とNEVER無差別6人タッグ王座防衛戦を行い勝利し、二回目の防衛に成功する。
4月25日、広島サンプラザホールで行われた「ゴールデン・ファイト・シリーズ」の第六試合でタマ・トンガ&タンガ・ロア&棚橋組とNEVER無差別6人タッグ王座防衛戦を行い勝利、三回目の防衛に成功。
5月15日～6月3日まで開催された「BEST OF THE SUPER Jr.29」に出場したが、Aブロックを5勝4敗(勝点10)の成績で決勝戦に進めなかった。
6月12日、大阪城ホールで行われた「DOMINION 6.12 in OSAKA-JO HALL」の第四試合でザック・セイバーJr.&デスペラード&金丸義信組とNEVER無差別6人タッグ王座防衛戦を行い、SHOが金丸をショックアローで沈め勝利し四回目の防衛に成功する。
7月5日、後楽園ホールで開催された「NEW JAPAN ROAD」の第七試合で後藤&YOSHI-HASHI&YOH組とNEVER無差別6人タッグ王座防衛戦を戦ったが、防衛に失敗した。
9月23日、香川・高松市総合体育館で開催された「バーニング・スピリット」の第七試合で後藤&YOSHI-HASHI&YOH組が持つNEVER無差別6人タッグ王座に挑戦、王座を奪還する。
10月23日、青森・新青森県総合運動公園マエダアリーナ・メインアリーナで行われた「バトル・オータム '22」の第八試合で棚橋&ヒクレオ&田口組とのNEVER無差別級6人タッグ王座の防衛戦を行い勝利し、初防衛に成功する。
11月21日から始まったSUPER Jr. TAG LEAGUE2022にディック東郷とともにエントリー。公式戦を2勝7敗で終え、予選敗退。

### 2023年
1月4日に東京ドームで行われた、WRESTLE KINGDOM17では第0試合の『KOPW 2023』進出権争奪ニュージャパンランボーに出場。見事、最後の四人まで生き残った。
1月5日、昨日の結果を受けて、『KOPW 2023』争奪戦4WAYマッチに出場。しかし、試合は鷹木が矢野からピンフォールを取り、KOPWを獲得することはできなかった。
2月11日、エディオンアリーナ大阪で行われた「THE NEW BEGINNING in OSAKA」の第五試合で鈴木みのる&デスペラード&成田蓮組とのNEVER無差別級6人タッグ王座の防衛戦を行ったが、防衛に失敗した。
3月1日開催の『ジュニア夢の祭典 〜ALL STAR Jr. FESTIVAL 2023〜』では第2試合タッグマッチで怨霊とともに出場した。だが、試合中にSHOがレフェリーを暴行したため反則負けとなった。
4月3日、後楽園ホール大会にて、成田蓮、鈴木みのる、エル・デスペラードが持つNEVER無差別級6人タッグ王座に挑戦するも、敗北。
5月12日から始まった、BEST OF THE SUPER Jr30にエントリー。公式戦4勝5敗で予選落ち。
9月24日、カンタン酢™ Presents DESTRUCTION in KOBEにて、タイチが所持するKOPWに挑戦。試合のルールは、互いのセコンドが手錠で結ばれた状態で試合するというものだが、試合中に金丸義信が、タイチを裏切りHOUSE OF TORTUREに加入。そして、KOPWを獲得し、自身初のシングル王座戴冠となった。
10月21日から始まった、SUPER Jr. TAG LEAGUE2023に金丸義信とともにエントリー。公式戦を6勝3敗で勝ち抜いたが、決勝戦でCatch2/2に敗れ、準優勝。
11月17日の山形大会にて、KOPWをかけて、タイチと再戦。試合ルールは「金丸義信レフェリーマッチ」であり、金丸義信が試合を裁くため、SHOが有利な状況であるも、タイチに敗れ、王座陥落。なお、この試合に負けたため、SHOは山形県を出禁になった。

### 2024年
1月4日に東京ドームで行われた、WRESTLE KINGDOM18では第0試合の『KOPW 2024』進出権争奪ニュージャパンランボーに出場。飯塚高史に地獄突きされた後、YOHにファイナルアワーを決められ、生き残ることはできなかった。
1月23日にマスター・ワトとスペシャルシングルマッチが組まれていたが、1月20日の愛知県体育館大会にてワトが左膝前十字靭帯を断裂してしまい、欠場。よって、この試合は幻となった。
2月11日の大阪大会にてエル・デスペラードが持つIWGPジュニアヘビー級王座に挑戦表明。負けたら、HOUSE OF TORTUREを脱退することを条件に挑戦を受け入れられた。
2月23日北海道大会にて、IWGPジュニアヘビー級王座に挑戦。試合終盤、リング下に隠れていた成田蓮がデスペラードを引きずり込み、スリーパーで捕獲。そのまま、デスペラードはリングに戻ることができず、リングアウト勝ち。この結果により、自身初のIWGPジュニアヘビー級王座戴冠となった。
3月6日旗揚げ記念日大会にて、IWGP世界ヘビー級王座を所持する内藤哲也と初対決。結果は敗北。
4月6日、両国国技館大会にて、元パートナーのYOHとIWGPジュニアヘビー級王座をかけて、運命の対決。試合開始96秒でYOHが左肩を脱臼してしまい、SHOのレフェリーストップ勝ち。観客や、YOH、SHO自身が惜しむ結果となった。
4月29日に鹿児島・西原商会アリーナにて行われたレスリング薩摩国のメインイベントにてDOUKIとIWGPジュニアヘビー級王座をかけて対決。試合終盤、スープレックス・デ・ラ・ルナを決められるも、金丸がレフェリーの足を引っ張る。そして、成田がDOUKIのマスクを剥がし、ダブルクロスを炸裂させ、SHOを無理やりDOUKIの上にかぶせたことにより、SHOの防衛となった。
5月11日から始まったBEST OF THE SUPER JrではIWGPジュニアヘビー級チャンピョンとして出場。しかし結果は5勝4敗（1不戦勝を含む）で予選敗退。
6月16日の北海道・北海道立総合体育センター 北海きたえーる大会にて、BEST OF THE SUPER Jr.の優勝者であるエル・デスペラードとIWGPジュニアヘビー級王座をかけて、金網マッチで激突。しかし結果は敗北。王座陥落となった。
9月29日神戸ワールド記念ホール大会で棚橋、矢野、ボルチンが持つ、NEVER無差別級6人タッグ王座に挑戦。しかし、王座奪還には至らなかった。
10月14日の両国国技館大会にてDOUKIが持つIWGPジュニアヘビー級王座に挑戦。入場から奇襲し、マスクを剥ぎ取る。すると、DOUKIのマスクの下からは、歌舞伎の隈取を思わせるペイントがあらわになる。DOUKIは赤霧を噴射し、トーチャーツールでSHOを殴りつけ、スープレックス・デ・ラ・ルナ2連発を炸裂。よって、SHOは試合開始14秒で敗北となった。
10月24日から始まった、SUPER Jr. TAG LEAGUEで、金丸義信とともに出場。公式戦3勝2敗で予選敗退。

### 2025年
1月5日東京ドーム大会にて、サミー・ゲバラ、ダスティン・ローデスが持つ、ROH世界タッグ王座に金丸義信とともに挑戦するも、敗北。
1月30日宮城・仙台サンプラザホール大会にて棚橋、矢野、ボルチンが持つ、NEVER無差別級6人タッグ王座に挑戦。見事王座戴冠となった。（パートナーは、高橋裕二郎、成田蓮。）。
4月5日両国国技館大会にて、石森太二、ドリラ・モロニー、ゲイブ・キッドとNEVER無差別級6人タッグ王座をかけて激突。試合終盤、BULLET CLUB WAR DOGSのSANADAがWDを裏切りHOUSE OF TORTUREに電撃加入。モロニーにギタークラッシュを食らわせ、SHOがそのままフォールし、王座防衛となった。
5月3日の福岡国際センター大会にて、因縁が続いているBULLET CLUB WAR DOGSとドッグパウンドケージマッチ 〜Losers Leave BULLET CLUB〜で激突。結果は、ゲイブが雪崩式パイルドライバーで成田を有刺鉄線テーブルへ叩きつけ、3カウントを奪取した。この試合によって、HOUSE OF TORTUREは、BULLET CLUBを追放となった。

## タイトル歴
新日本プロレス
- 第95代IWGPジュニアヘビー級王座
- 第54代、56代、59代、61代、65、79代IWGPジュニアタッグ王座（パートナーはYOH×5→DOUKI）
- 第22代、24代、30代NEVER無差別級6人タッグ王座（パートナーはEVIL&高橋裕二郎×2→高橋裕二郎&成田蓮）
- SUPER Jr. TAG TOURNAMENT / SUPER Jr. TAG LEAGUE 2017、2018、2019年 優勝（パートナーはYOH）
- KOPW2023（第3代）
- 初代ミスター新日本[42]。

## 得意技
かつてのタッグパートナーであるYOHとは違い、ヘビー級にも決して見劣りはしない直線的なパワーファイトに加え、バックボーンのレスリング・総合格闘技の要素を取り入れたファイトスタイルを得意としておりシングルマッチの際にはそのスタイルがより顕著に見られる。BULLET CLUB加入以降はイスや“トーチャー・ツール”と呼ばれるレンチでの凶器攻撃も多用する。

### フィニッシュ・ホールド
スネークバイト
変形のフットチョーク、BULLET CLUB加入後のSHOのフィニッシャー。SHOが“トーチャー・ツール”と呼ぶ レンチを使った凶器攻撃を行ってからは、この技へ繋げることが多くなっている。
ショック・アロー
クロスアーム式のパッケージパイルドライバー。雷神としてCMLL参戦して以降、使用している現在のSHOのフィニッシュ・ホールド。
技名の由来は、コナミの音楽ゲーム『Dance Dance Revolution』に登場する特殊な矢印オブジェの名称から。SHOの場合は、相手に弓を弾くポーズをしてから決めることが多い。
ラストライド・バッククラッカー（パワーブリーカー）
ラストライドの体勢で相手を持ち上げてジャンプし、相手を落とす瞬間に相手の背中にダブル・ニーバックブリーカーで相手の背中に衝撃を与える技。

### 打撃技
張り手
エルボー
逆水平チョップ
チョップ・スマッシュ
クローズライン
スピアー
ドロップキック
スーパーキック
延髄斬り
エルボー・ドロップ

### 投げ技
ジャーマン・スープレックス・ホールド
レスリング出身者らしく、綺麗なブリッジで決める。SHOのジャーマン・スープレックスはぶっこ抜き式も使用しており、ヘビー級の選手を投げるほどのパワーを見せている。
ロコモーション・ジャーマンスープレックス
宇和島ピンプス
カナディアン・バックブリーカーの体勢から相手を前方に反転させ叩き付けるフェイスバスター。同ユニットの高橋裕二郎がかつてフィニッシャーとしていた東京ピンプスと同型で、技名も自身の出身地である宇和島から取られている。
クロスアーム・パイルドライバー
正面から相手の両腕を交差させながら頭部を股下に差し込み、そのまま担ぎ上げると同時にシットダウンして脳天からマットに突き刺す変形のパイルドライバー。BOSJ26で初披露されたパッケージしないショック・アロー。
オクラホマ・スタンピート
バックスターバー
ランバー・チェック
背後から抱え込みバックドロップの体勢で相手を高々と担ぎ上げ、自らは勢いよく背面から倒れ込み、落下してきた相手の腰に両膝を突き立てるダブル・ニー・バックブリーカー。

### 関節技、絞め技
バックスターバーコンビネーションアームバー
バックスターバーから移行する腕ひしぎ逆十字固め。背後から両膝を背中に押し当てながら飛びつき、背面から倒れ込んで両膝に背中を打ちつけそのまま右腕を捕らえて逆十字固めを極める。SHOが得意とする連続技のひとつ。
腕ひしぎ十字固め
三角絞め
チキンウィング・アームロック
DEFUSE

### 合体技

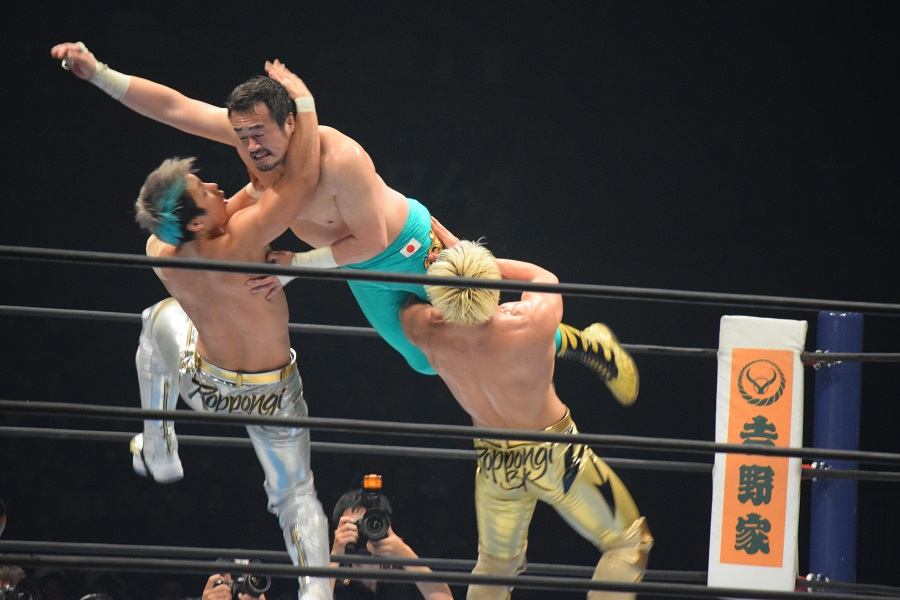
3K
SHOがフラップジャックで相手を上げたところにYOHがコンプリートショットを決める合体のフェイスバスター。この技で、IWGPJrタッグ王座初戴冠となった。
STRONG X
SHOのショックアローとYOHのコーナーからのダイビングフットスタンプの合体技。ROPPONGI 3Kにおけるフィニッシャーで、2020年1月5日東京ドーム2連戦2日目に初披露。コンセプトは監督のロッキー・ロメロがかつてバレッタと共に使用していた合体技のストロング・ゼロから。（バレッタのデュードバスターとロメロのコーナーミサイルキックの合体技。）
ダブル・ジャンピング ニーアタック
ノータッチトペコンヒーロ
カナディアンバックブリーカ式フェイスバスター+カッター
SHOがカナディアン・バックブリーカーの体勢から、相手を前方に反転させフェイスバスターで相手を投げてYOHがランニングカッターで決める技。

## 入場テーマ曲
- The first star
  - 2012年11月 - 2016年1月、ヤングライオン時代に使用。
- The Wind of Gold
  - 2016年2月 - 2016年8月、CMLLで使用。音楽ゲーム jubeat楽曲。
- 100% Voltage
  - 2019年のBEST OF THE SUPER Jr.より、シングルマッチ時の入場曲として使用。SHOの依頼により、ヒゲドライバーが作曲を担当。
- 120% Voltage
  - 2021年9月4日WRESTLE GRANDSLAM INメットライフドーム大会より使用。100% Voltageから引き続きヒゲドライバーが作曲を担当している。

## 人物
- 本名の田中翔という名前は、お笑いコンビ・フースーヤのメンバー、田中ショータイムの本名と同姓同名である。
- テレビゲームが趣味の一つで、特にコナミデジタルエンタテインメントの音楽ゲームでもある『Dance Dance Revolution』のプレーでは難易度数値19段階のうち、17が付けられているPARANOiAを3連続でプレーし、SHOも3回ともクリアーできる実力を持つ[43]。
- ファンとの交流として、Dance Dance Revolutionを通じて知り合ったファンが持ちかけたウェブ掲載インタビューに応じている[44]。
- 大好物は牡蠣｡
- HOUSE OF TORTUREに加入後、試合後のコメントにはたびたび「～や。」、「～やん。」、「～やろ。」と言った、いずれもSHOの出身地である愛媛県の宇和島方言 （伊予弁のひとつ） で喋ることがあり、「宇和島の恥」と呼ばれ良い意味でファンからも嫌われている[45]。

## その他
- SHOの徳山大学の先輩として、同じく新日本プロレス所属のドン・ファレがいる。